# Francis George
Francis Eugene George OMI (Chicago, Illinois, 16 de gener de 1937 - 17 d'abril de 2015) va ser un cardenal estatunidenc de l'Església Catòlica Romana. Va servir com a arquebisbe de Chicago i va ser elevat a cardenal pel Papa Joan Pau II.
Va ser president de la Conferència de Bisbes Catòlics dels Estats Units, on anteriorment es va exercir com a vicepresident. Va estar a càrrec de la segona diòcesi més gran dels EUA en termes de població catòlica, després de Los Angeles. Va ser triat el moderador per a Amèrica del Nord en la Reunió General Mundial Sínoda de 2008 de Bisbes.
El cardenal George també va servir com a bisbe de Yakima i arquebisbe de Portland. Parlava anglès, francès, italià, llatí, castellà i alemany.

## Funcions en la Cúria romana
El Papa Joan Pau II va nomenar al cardenal George a diverses oficines de la Cúria Romana:
- Congregació per al Culte Diví i la Disciplina dels Sagraments
- Congregació per als Instituts de Vida Consagrada i Societats de Vida Apostòlica
- Congregació per a l'Evangelització dels Pobles
- Comissió Pontifícia per als Béns Culturals de l'Església
- Congregació per a les Esglésies Orientals
- Consell pontifici per a la Cultura.